# Вашкапу
Земљано утврђење "Вашкапу" монументалних димензија (240 ha) налази се код Хоргоша, на јужном ободу и на источном излазу из насеља. Једно је од ретких земљаних опидума који су сачувани на територији Србије. Просечно је широко између 1000 и 1400 m, а у дужину се протеже на око 2,5 km у правцу Мартоноша, данас више у виду високог обода лесне висоравни а мање у виду оштећене (ископане и еродиране) бенте, земљаног бедема са равним врхом.

## Опис локалитета
Традиционални назив долази од мађарске речи "Vaskapu" у значењу Гвоздена капија. Гео-морфолошка слика подручја је веома сложена, са наносима песка (Хоргош се налази усред велике пешчаре) преко високих наслага леса, са постепеним нагибом ка Тиси и са великим удолинама алувијума Тисе, а у земљи са богатим наслагама нафте. Са североисточне стране природни бедем чинила је пра-Тиса, чији је остатак и данас присутан у виду дубоке депресије. Тај бивши меандар Тисе, Буџак, данас је унутар заштићеног подручја Камараш. У ствари, цело подручје данашњег насеља Хоргош је у историјско доба у виду острва било окружено водом – барама и огромним форландом Тисе, која пре уређења њеног меандра ни близу није изгледала као данас. Археолози потврђују да је такво окружење било често бирано за место становања и као стратешки добар положај за градњу утврђења. Градња на овако повољна узвишења, по могућности са свих или бар са две-три стране окружена водом јасна је одлика одбрамбених система древних народа – у случају напада јачег непријатеља, повлачење и напуштање насеља водило би у воду. Обиласком терена јасно се види да су градитељи искористили управо ту одлику рељефа са постепеним нагибом ка Тиси, док нагли нагиб ка унутрашњости указује на дело људских руку.
Најјужнији део палисада – вероватно друга капија – је на песку, и овде је такође подигнуто велико узвишење, које данас стоји у облику хумке обрасле шумом (Шума Буџак). Види се издалека, а такође носи и локални назив Берчек хумка. Питање какву врсту улаза у палисад је тврђава заиста имала, то се на основу конфигурације сачуваног рељефа може само претпоставити. Врло је могуће да је улаз био сличан као код примитивних келтских утврђења – узани усек у насип а саобраћај је био контролисан са врха бедема.
Мерено ваздушном линијом, ободи утврде удаљени су 1,9 km од једне кривине Старе Тисе и 2,5 km од друге, а од данашњег корита реке најближа удаљеност је 3,8 km.
Оно што се данас од здања да преопознати, можда нема исти онакав облик какав је био оригинал, јер су ширење насеља, орање, израда инфраструктуре и путева, те земљани радови, чак и археолошка ископавања утицала на његов изглед. На пример део унутрашњости здања познат као Мала Ђала је у прошло време (XVIII-XIX век) у целости било покривено виноградима.
Максимална висина земљаног бедема у односу на околњу равницу износи око 6 метара. Максимална надморска висина самог платоа на којем је формирано земљано утврђење износи 92,4 m. Висина је из правца католичке цркве најпре 88 m па се уз остатак некадашњег бедема данас покривеног воћњацима и кућама постепено повећава. Према истоку и меандру Буџак висина износи око 85 m, а у доњем нагибу је између 80 и 85 m.
Са врха се пружа одличан поглед ка великој удаљености (на пример 17 километара удаљени торњеви Сегединске катедрале и други детаљи града се са лакоћом виде голим оком).

## Веза са хумкама Хоргоша
Са његове западне и југозападне стране утврђење је опасано прстеном од 12 хумки (кургана), број јединствен за неко насеље у Бачкој. Хумке се протежу из правца Тисе у полукружном низу распоређене на различитим растојањима једно од других. Размак је већином толики да се са једне види на другу, стога је сасвим извесно да је реч систему осматрања (хумка-стражара). Размаци међу курганима износе 0,4-1,1 km и 2-2,8 km, али има и оних које су свега на 200, 150 и 65 метара једна до друге.
Хоргош је јединствен и по томе да као и утврда, хумке такође имају свој локални традиционални назив, тако нпр. Кетрец хумка, Сич хумка, Маринка хумка, Кун хумка, Фехер халом, Шаш халом, Берчек халом, Керестеш хумка итд.
Сами ћошкови утврде – (1) источни, (2) јужни и (3) западни – су била вештачка узвишења у функцији цитаделе (кроз које је водио усек загентор). За њихову конструкцију, која је морала изискивати улагање великог броја људи, постоји две могућности: градитељ је искористио близину пешчаре и покривач навејаног (еолског) песка навлачио на бедеме, или је ту, као на природном лесном бедему већ затекао хумке које је подигла нека ранија култура и њих преуредио за своје потребе. Ова вештачка узвишења и данас су истакнута, и сва три имају свој локални народни назив. Источни, и највећи брег носи мађарски назив "Ађу домб" (мађ. Ágyúdomb) или у преводу топовњача. Јужно узвишење, покривено шумом Буџак се зове "Берчек" (мађ. Börcsök halom), а треће најниже, према превоју Буџак, по истоименој обали депресије названо је Хумка Буџак (мађ. Budzsáki halom). Једна од хумки такође позиционирано на самом бедему, "Шашхалом" (мађ. Sas halom) у преводу "Орловска хумка" донедавно се налазила у приватном дворишту овдашњег салаша (у Малој Ђали), али ју је власник одстранио. То је могло да прође некажњено, јер хумка није имала статус културно-историјског споменика.

## Архелошки и културно-историјски значај
Само утврђење плански није истраживано, али су на његовом подручју повремено отварани насумично откривени археолошки локалитети. Тако 1894. средњовековни гробови, са шлемом, мачем и земљаним остацима мађарског коњаника из времена сеобе народа (који се и данас налазе у збирци Сегединског музеја), затим хунски гробови 1971. и аварска некропола 1988. Упркос овим налазима, без озбиљнијих археолошких радова неће се знати епоха и порекло градитеља утврде, иако се због већег броја аварских налазишта највише може сумњати на аваре који су у ове крајеве стигли у VI. веку.
Нешто северније налази се познато словенско налазиште "Стуб 76" (откривено 1988.) али се не може знати да ли постоји икаква (епохална) повезаност тамошњег насеља са утврдом, иако се при опису наводи да је положај словенског насеља такав да је ради одбране био окружен водама, што је такође случај и са "Гвозденом капијом".
У прилог чињенице колико се мало зна о земљаном утврђењу Вашкапу јесте да многи извори говоре о више "утврда" у Хоргошу уместо о једној. Наде за његову реконструкцију и заштиту нема. Унутрашњост најлепшег дела користи се као крос-мотор стаза, па према опажању локалног историографа Золтана Нађерђ испод точкова који јуре често искачу људске кости. Разлог због чега је држава незаинтересована и допушта неповратно уништење археолошког наслеђа није јасан. На значај локалитета указује се само повремено на Инфо таблама и у Туристичким водичима које је штампала локална самоуправа.

## Галерија
| - Прилаз од центра Хоргоша, из правца католичке цркве - Поглед према западу - Поглед надоле у правцу насеља - Унутар утврде и у непосредној околини археолози су отворили неколико некропола, на овом месту били су аварски гробови - Посвећени истраживач историје Хоргоша, Нађерђ Золтан показује у правцу утврде, са хумке Камараш - Богатство флоре: вучја стопа (Aristolochia clematitis) у подножју земљаног утврђења - Чешљаста пиревина (Agropyron cristatum) честа трава лесних побрђа и њихових одсека. Типичан је представник степске флоре |

## Белешке
1. ↑  Само један мали део је сачувао те одлике бедема, али и оригинална утврда је имала само 2-3 шира дела на ћошковима, који су данас сачувани у виду узвишења – ту су биле капије, а изнад, на платоу осматрачнице.
2. ↑  НИС отвара нове бушотине на редовној бази.
3. ↑  За које, узгред, један археолог сматра да је могло бити сам центар Аварске културе са ове стране Тисе.[7]